# USS Kitty Hawk (CV-63)
Китти Хок (англ. USS Kitty Hawk (CV-63)) — американский авианосец. Название получил в честь города Китти Хок, места, где братья Райт совершили первый полёт. Родоначальник типа «Китти Хок» (4 единицы). До вывода из активного состава являлся старейшим действующим кораблем ВМС США после парусника USS Constitution.
Заложен 27 декабря 1956 года, спущен на воду 21 мая 1960 года, окрещён супругой министра обороны Нила Макэлроя, введён в состав флота 21 апреля 1961 года.
Участвовал в ноябре 1992 в операции в Сомали.
В том же 1992 году совершил поход в Персидский залив, участвовал в поддержке операции Southern Watch.
С июля 1998 базировался на передовой ВМБ США Йокосука.
Выведен из активного состава флота 12 мая 2009.

## Служба

### 1961—1967[2]
USS Kitty Hawk (CV-63) — второй американский корабль, носящий это имя. Вошёл в состав флота 21 апреля 1961 года, командир — кэптен Уильям Брингл (англ. William F. Bringle).
После периода подготовки в Западной Атлантике, покинул Норфолк 11 августа 1961 года. Совершил короткий заход в Рио-де-Жанейро, приняв на борт военно-морского министра Бразилии для показательных противолодочных учений совместно с бразильскими эсминцами. 1 октября обогнул мыс Горн. Прибыл в бухту Вальпараисо 13 октября и через два дня отправился в Перу. Прибыв в Кальяо 20 октября, принимал на борту президента Перу.
По прибытии в Сан-Диего, 18 ноября принял на борт начальника Оперативного Штаба ВМС, адмирала Джорджа Андерсона (англ. George W. Anderson), для показательных противолодочных учений совместно с эсминцем «Генри Вилсон» (DDG-7) и подводной лодкой «Блюбэк» (SS-581), а затем ракетных пусков и авиационных учений с крейсером «Топека» (CLG-8).
23 ноября 1961 года корабль встал на модернизацию в военно-морской верфи Сан-Франциско. Затем, после подготовки у Сан-Диего, 13 сентября 1962 года вышел из Сан-Франциско. 7 октября 1962 года «Китти Хок» вошёл в состав 7-го флота США, сменив «Мидуэй» (CVA-41) в качестве флагмана.
После участия в воздушном параде Республики Филиппины, 30 ноября 1962 года покинул Манильскую бухту и принял на борт адмирала Фелта (англ. H. D. Felt), главнокомандующего Тихоокеанским флотом США. 3 декабря провел демонстрацию новых видов вооружений. В начале декабря посетил Гонконг и вернулся в Японию, прибыв в Йокосуку 2 января 1963 года. В последующие два месяца совершил заходы в Кобе, Беппо и Ивакуни. Вернулся в Сан-Диего 2 апреля 1963 года.
6 июня 1963 года на борт прибыл президент Джон Кеннеди с группой высшего гражданского и военного руководства, для демонстрации боевых упражнений авианосной группы у калифорнийского побережья.
Вслед за серией учебных стрельб у берегов Калифорнии, а затем Гавайев, корабль снова отправился на Дальний Восток. На подходах к Японии было получено известие об убийстве Джона Кеннеди. Как старший на рейде Сасебо, 25 ноября 1963 года, в день похорон президента, «Китти Хок» отдал ему прощальный салют. После похода в Южно-Китайское море и стрельб у Филиппин в ходе подготовки 7-го флота, вернулся в Сан-Диего 20 июля 1964 года.
Прошёл послепоходовый ремонт на военно-морской верфи Пьюджет-Саунд, затем период подготовки у западного побережья США. 19 октября 1965 года вышел из Сан-Диего назначением в Перл-Харбор, оттуда в Субик-Бей, где готовился для боевых операций у берегов Вьетнама.
За особые отличия в службе у Вьетнама в период с 26 ноября 1965 года по 14 мая 1966 года и за действия против партизан в Южном Вьетнаме корабль был упомянут в приказе по флоту. Экипажи базировавшегося на корабле 11-го авиакрыла совершили свыше 10 000 вылетов и сбросили на противника 10 700 тонн боеприпасов. Личный состав показал способность выполнять задачи несмотря на сопротивление противника и тяжелые погодные условия.
Корабль вернулся в Сан-Диего в июле 1965 года, проходил ремонт и подготовку до 4 ноября 1966 года, после чего снова выдвинулся в зону боевых действий в Юго-Восточной Азии. Прибыл в Йокосуку 19 ноября, где сменил «Констеллейшн» в качестве флагманского корабля контр-адмирала Дэвида Ричардсона (англ. David C. Richardson), командующего 77-м оперативным соединением. 26 ноября отбыл из Йокосуки через Субик-Бей на позицию у берегов Северного Вьетнама (англ. Yankee Station). 5 декабря его самолеты начали круглосуточные вылеты против Северного Вьетнама.
Действовал на Дальнем Востоке до 28 мая 1967 года, после чего вышел из Субик-Бей и с заходом в Японию прибыл в Сан-Диего 19 июня. Спустя неделю встал в послепоходовый ремонт на военно-морской верфи Лонг-Бич. 25 июня вернулся в Сан-Диего и начал период подготовки.

### 1968—1972
«Китти Хок» снова вышел в поход к Вьетнаму 18 ноября 1967 года и возвратился 28 июня 1968 года. Следующие два похода прошли с 30 декабря 1968 года по 4 сентября 1969 года и с 6 ноября 1970 года по 17 июня 1971 года. В этом последнем авианосцы «Китти Хок», «Хэнкок», (CVA-19) и «Рейнджер» (CV-61), сменяясь на позиции, сделали общим числом 3 214 вылетов, из них 3 128 на цели в Лаосе. Штурмовики A-6 Intruder и A-7 Corsair особенно удачно атаковали колонны грузовиков, которые, пользуясь сезоном, противник отправлял массово, иногда до тысячи машин в день.
В день 10 марта 1971 года «Китти Хок» и «Рэнджер» сделали рекордное число вылетов — 233.
17 февраля 1972 года — новый выход в Юго-Восточную Азию. К 30 марта число вылетов с авианосцев упало с 733 в предыдущем месяце до 113. В этот день, когда северовьетнамская армия начала крупномасштабное наступление на Юге, на позиции были четыре авианосца: «Китти Хок», «Хэнкок», «Корал Си» (CV-43) и «Рэнджер». 5 апреля началась операция «Фридом Трейн» (англ. Freedom Train). Самолеты авианосного соединения обеспечивали действия бомбардироващиков B-52 по минированию Хайфонской гавани. 10 мая 1972 года началась Операция «Linebacker» — массированные удары по целям в Северном Вьетнаме, нараставшие до 23 октября 1972 года, после чего командование наложило запрет на удары севернее параллели 20°.
12 октября 1972 года, на переходе в район боевых действий в Тонкинский залив, на корабле вспыхнули расовые беспорядки. В них приняли участие до 100 человек, около 50 из них получили ранения. Инцидент широко освещался прессой. Результатом его стало расследование американского Конгресса о дисциплинарных проблемах флота.
Корабль возвратился в Сан-Диего 28 ноября.

### 1973—1977
23 января 1973 года вступило в силу прекращение огня во Вьетнаме. А с 23 ноября 1973 года по 9 июля 1974 года «Китти Хок» снова был на позиции.
С января по июль 1973 года «Китти Хок» базировался на Хантерс Пойнт, Калифорния. 14 января 1973 года он встал в сухой док, и начал переоборудование из ударного авианосца (CVA) в многоцелевой (CV). Преклассификация означала, что помимо чисто ударных функций большую роль будут играть противолодочные.
Корабль стал первым в Тихоокеанском флоте, прошедшим подобное переоборудование. В ходе его были добавлены 10 постов обслуживания вертолетов, центр сбора и обработки акустической информации и сопутствующее оборудование, и значительно изменены боевые расписания и организация. Центр сбора и обработки акустической информации (англ. ASCAC), созданный в помещениях боевого информационного центра (БИЦ) был самым заметным. Его назначением была координация действий противолодочной авиации 11-го авиакрыла.
За время докования инженерная боевая часть претерпела значительные изменения. Система стандартного флотского топлива (мазут) была заменена системой сепарированного топлива. В авиационной боевой части изменения коснулись полетной палубы. Были увеличены отражатели реактивной струи (англ. JBD), и установлены более мощные катапульты для запланированного к следующему походу перевооружения на истребители F-14 Tomcat. Увеличение JBD номер 1 означало, что нужно переделать самолетоподъёмник, отчего корабль стал первым, у кого подъёмник двигался с отклонением 6° от вертикали.
«Китти Хок» вышел из дока 28 апреля 1973 года, и на следующий день получил официально обозначение многоцелевого авианосца. В середине 1970-х годов он совершил множество походов в западную часть Тихого океана, и участвовал в нескольких учениях, включая совместные: РИМПАК 1973 и 1975 годов.
8 марта 1976 года авианосец покинул Сан-Диего и 12 марта встал в сухой док в базе Пьюджет-Саунд в Бремертон, штат Вашингтон, для среднего ремонта, рассчитанного на $110 млн и 12 месяцев. После ремонта корабль был готов принимать самолеты F-14 Tomcat и S-3 Viking, осуществляя концепцию «контроля над морем». Под эти самолеты переделаны были также хранилища, оружейные магазины и авиационные мастерские, а также предусмотрены более удобные стенды, ремонтная мастерская для палубного оборудования и для обслуживания электроники S-3, и элеваторы для новых более тяжелых образцов оружия. Кроме того, система ЗРК «Терьер» была заменена системой NATO Sea Sparrow.
«Китти Хок» закончил ремонт в марте 1977 года, и 1 апреля вышел из верфи, направляясь в Сан-Диего. После шести месяцев предпоходовой подготовки, он вышел в очередной поход в западную часть Тихого океана, и возвратился 15 мая 1978 года.

### 1979—1998
В мае 1979 года корабль принял 15-е авиакрыло ВМС (CVW-15) для следующего похода в западную часть Тихого океана. По ходу действий он оказывал помощь беженцам из Социалистической Республики Вьетнам, пытавшимся бежать из страны на подручных плавсредствах. В этом же походе «Китти Хок» осуществлял присутствие у корейских берегов после убийства президента Республики Корея Пак Чжон Хи. Затем поход был продлен на два с половиной месяца в ответ на иранский кризис, для поддержки операций в Аравийском море. За этот поход корабль и 15-е авиакрыло были награждены Экспедиционной медалью.
По пути домой «Китти Хок» снялся в эпизодической роли в фильме «Последний отсчет», изображая другой авианосец: «Нимиц» (CVN-68). Сам «Нимиц» приписан к Атлантическому флоту, и появиться для съемок в Перл-Харбор ему было бы затруднительно. «Китти Хок» вернулся в Сан-Диего в конце февраля 1980, после чего получил дополнительные награды — упоминание в приказе за заслуги и шеврон «E» за высшую боеготовность среди авианосцев Тихоокеанского флота.
В апреле 1981 года «Китти Хок» вышел в свой тринадцатый поход на Дальний Восток. По его окончании экипаж был награждён Экспедиционной медалью и медалью За гуманитарную помощь, за спасение вьетнамских беженцев в Южно-Китайском море.
В январе 1982 года корабль пришёл в Бремертон для очередного среднего ремонта сроком в год. После комплексной модернизации и периода подготовки совместно со 2-м авиакрылом (CVW-2), в 1984 году корабль вышел поход в качестве флагмана соединения «B» (англ. Bravo). Находился на позиции в Аравийском море (англ. Gonzo Station) более 60 дней подряд, прошёл свыше 62 000 миль. 21 марта 1984, в конце учений «Team Spirit-84» в Японском море произошёл инцидент. Советская подводная лодка К-314 (пр. 671) всплыла под днищем авианосца. Предполагают, что в момент аварии на борту корабля было несколько десятков ядерных боеприпасов; на подводной лодке, вероятно, две торпеды с ядерной головной частью. Корабль пришёл в базу Субик-Бей, Филиппины, для удаления застрявшего в корпусе винта подводной лодки, и текущего ремонта. Возвратился в Сан-Диего 1 августа 1984 года. Семью месяцами позже он заслужил ещё один шеврон «E» за боеготовность.
В июле 1985 года корабль с 9-м авиакрылом (CVW-9) на борту снова взял на себя роль флагмана соединения «B». Это был их второй совместный поход без жертв, ставший образцом для флота. Экипажи налетали более 18 000 часов и выполнили 7300 посадок на палубу. Авиационные команды поддерживали стопроцентную готовность катапульт и посадочных тросов.
В следующий поход «Китти Хок» вышел из Сан-Диего 3 января 1987 года, отметив 25 лет базирования на этот порт. Совершив кругосветный переход, корабль и 9-е авиакрыло выполнили свой третий подряд поход без жертв. Корабль провел 106 дней подряд на позиции, и был снова отмечен приказом и Экспедиционной медалью. Кругосветное плавание закончилось 3 июля в военно-морской верфи Филадельфии. Ещё через шесть месяцев корабль встал на ремонт по программе «Модернизация и продление срока службы» (англ. SLEP). Вышел из верфи 2 августа 1990 года. По тогдашним оценкам, ремонт должен был продлить его службу примерно на 20 лет.
Вместе со старыми знакомыми — 15-м авиакрылом, «Китти Хок» второй раз обогнул мыс Горн, и вернулся в свою базу Сан-Диего 11 декабря 1991 года.
1 августа 1992 года «Китти Хок» был назначен «боеготовым» авианосцем Тихоокеанского флота. Приняв на борт командующего 5-й крейсерской группой, командира 17-й эскадры эсминцев и 15-е авиакрыло, он начал трехмесячный период подготовки, а 3 ноября 1992 года направился на Дальний Восток. В этом походе он в течение 9 дней поддерживал действия морской пехоты в Сомали. В ответ на участившиеся нарушения Ираком санкций ООН, 27 декабря 1992 года спешно передислоцировался в Персидский залив. Был основной ударной силой при налетах на цели в южном Ираке.
«Китти Хок» начал свой 17-й поход 24 июня 1994 года. Целью его было присутствие в западной части Тихого океана, стабилизация напряженности на Дальнем Востоке и особенно вокруг Северной Кореи.
18-й поход начался в октябре 1996 года. В течение шести месяцев корабль посетил порты Персидского залива и тихоокеанских государств. Возвратившись в Сан-Диего 11 марта 1997 года, он немедленно встал в 15-месячный ремонт стоимостью $110 млн, включая три месяца в сухом доке в Бремертоне, с января по март 1998.

### 1998—2008

#### Передовая база в Йокосука
6 июля 1998 года «Китти Хок» покинул Сан-Диего в новой роли — единственного американского авианосца передового базирования. До него эту роль исполнял «Индепенденс» (CV-62). Теперь он принял на борт 5-е авиакрыло, имеющее береговой базой авиастанцию Ацуги (Япония). «Китти Хок» прибыл в новую базу 11 августа 1998 года.
После выхода «Индепенденс» из активного состава 30 сентября того же года, «Китти Хок» остался старейшим действующим кораблем ВМС США и получил право нести первый гюйс флота.
2 марта 1999 года корабль вышел в плановый трехмесячный поход, включая учения «Тандем Траст» (англ. Tandem Thrust) в районе Гуама. Вслед за учениями «Китти Хок» и 5-е авиакрыло получили приказ на переход в Персидский залив для поддержания режима закрытой зоны над южным Ираком. Пилоты авиакрыла выполнили 8800 вылетов за 116 дней, включая 1300 боевых, сбросили более 20 тонн боеприпасов. На обратном пути в Японию корабль совершил заходы в Перт (Австралия) и Паттайю (Таиланд). Возвратился в Йокосуку 25 августа 1999 года.
Следующий выход в Японское море был 22 октября для участия в учениях «Фол Игл» (англ. Foal Eagle) и ежегодном упражнении (англ. AnnualEx) 11G.
11 апреля 2000 года корабль вышел из Йокосуки для текущих операций и участия в учениях «Кобра Голд» (англ. Cobra Gold), совместно с ВМС Сингапура и Таиланда. Осенью 2000 года он участвовал в очередных учениях «Фол Игл», и снова был в море в марте 2001 года для планового похода, включая исторический визит. 22 марта он стал первым в истории авианосцем, вставшим к пирсу в Сингапуре, точнее, в сингапурской ВМБ Чанги. 29 апреля, вскоре после захода на Гуам, он участвовал в учениях «Тандем Траст-2001» совместно с флотами Австралии и Канады. Возвратился в Йокосуку 11 июня 2001 года.

#### Инцидент с российскими самолётами
17 октября 2000 года два боевых самолета Су-24 и Су-27 из состава 11-й армии ВВС и ПВО России демонстративно облетели авианосец «Китти Хок», находившийся на учениях в Японском море, самолеты сближались с авианосцем на расстояние до 60 метров .

#### После терактов 11 сентября
В октябре 2001 года «Китти Хок» выступил в новой для себя роли. После террористических актов 11 сентября 2001 года он вышел в Аравийское море для слежения за запретной воздушной зоной над Ираком. Но кроме этого, корабль служил базой развертывания американских сил специального назначения, чем лишний раз доказал оперативную гибкость авианосцев.
В апреле 2002 года корабль вышел в море для плановой весенней подготовки. Кроме захода на Гуам, поход включал в себя визиты в Сингапур и Гонконг, где команда отметила 41-й день рождения корабля. Осенью 2002 года прошёл ещё один период подготовки в западной части Тихого океана. Во время ежегодного упражнения 14G «Китти Хок» действовал в японских водах совместно с ВВС США и Морскими Силами Самообороны Японии. Затем — новый визит в Гонконг.
С 11 сентября 2002 года приказом Начальника Оперативного штаба ВМС всем кораблям ВМС США до нового распоряжения предписано нести исторический Первый гюйс вместо обычного. Потеряв особость этой привилегии, «Китти Хок» взамен включил изображение гюйса в головные уборы команды.
23 января 2003 года корабль снова вышел в море для плановой подготовки, но был подчинён Центральному командованию для поддержки глобальной войны с терроризмом. Вскоре он вернулся в Персидский залив и участвовал в операции «Свобода Ираку». Изначально планировался короткий поход, но он вылился в 104 дня непрерывного пребывания в море. «Китти Хок» возвратился в Йокосуку 6 мая 2003 года и немедленно начал долгий период докования.
3 июля 2005 года «Китти Хок» совершил заход в Сидней, Австралия, для отдыха и схода на берег. Позже в том же походе он сделал четырёхдневный заход на Гуам. В ноябре 2005 года корабль бросил якорь в Гонконге, где и остался на День Благодарения.
В июне 2006 года, после 6 месяцев испытаний надежности корпуса, «Китти Хок» снова вышел в море. Тогда же произошёл новый облет самолётом Ил-38 российских ВВС, после чего корабль пришёл в Отару на острове Хоккайдо. В августе 2006 года «Китти Хок» зашёл во Фримантл (Западная Австралия). В сентябре корабль посетил последний в том походе порт — Паттайю, после чего вернулся в свою базу Йокосука.
В октябре 2006 года «Китти Хок» с кораблями охранения проводил учения в районе Окинавы. Во время учений за группой вела слежение китайская подводная лодка типа Song. 26 октября 2006 года она всплыла в пределах 5 морских миль от ордера. Считалось, что китайские лодки редко действуют на таком удалении от своих вод. Но это, возможно, начало новой тенденции. По сообщениям прессы, лодка не была обнаружена до момента всплытия.
11 января 2007 года корабль встал в плановый ремонт в Йокосуке. Его место временно занял «Рональд Рейган» (CVN-76), который через три недели вышел во внеочередной поход. Сообщается, что ремонт «Китти Хок» «был меньше, чем законченный [в 2006 году]» и продолжавшийся 6 месяцев.
5 июля 2007 года, после участия в учениях «Талисман Сейбр» (англ. Talisman Sabre) корабль зашёл в Сидней для шестидневного отдыха и схода команды на берег.
21 сентября 2007 года, после четырёхмесячного летнего похода, «Китти Хок» вернулся в Йокосуку.
В ноябре 2007 года «Китти Хок» с другими кораблями участвовал в международных учениях в Бенгальском заливе. Другими странами-участницами были Австралия, Индия, Сингапур и Япония. В том же месяце планировался заход в Гонконг на День Благодарения. Однако Китай воспротивился. Позднее, «из гуманитарных соображений», китайские власти поменяли своё решение, но к тому времени корабли были уже слишком далеко, чтобы успеть в порт к празднику. Причины отказа в заходе остаются неясными.
20 марта 2008 года, во время выборов на Тайване, «Китти Хок» с ещё двумя кораблями находился у китайских берегов. После выборов, он сделал свой последний заход в Гонконг.
28 мая 2008 года корабль в последний раз покинул Японию. Его место должен занять «Джордж Вашингтон» (CVN-73).
7 августа 2008 года «Китти Хок» прибыл на авиастанцию ВМС Норт-Айленд.

## Вывод из боевого состава
1 декабря 2005 в США было объявлено, что «Джордж Вашингтон» (CVN-73) в 2008 году заменит «Китти Хок» в качестве авианосца передового базирования, и станет базой для 5-го авиакрыла. Плановая дата вывода «Китти Хок» — 30 января 2009. В официальном сообщении ВМС о замене говорится, что для этой церемонии уходящий корабль вернется в Штаты. Учитывая принцип поддержания 11 боеготовых авианосцев, это должно произойти с вводом в строй авианосца «Джордж В. Буш» (CVN-77).
В марте 2007 флот объявил, что отвечать за вывод корабля из боевого состава назначен капитан Тодд Зеккин (англ. Todd Zecchin), уже проводивший такую церемонию на «Кеннеди» (CV-67).
22 мая 2008 «Джордж Вашингтон» получил серьёзные повреждения от возникшего на борту пожара, что заставило его вернуться в Сан-Диего для ремонта. Его место в учениях «Римпак» в районе Гавайев занял «Китти Хок». Церемония передачи ролей отложена на неопределенное время, и будет проходить в Сан-Диего, а не в Перл-Харбор. Активная служба «Китти Хок» была продлена на несколько месяцев — время ремонта «Джорджа Вашингтона». 31 января 2009 корабль был неофициально выведен в резерв. Официальная церемония состоялась 12 мая 2009 в военно-морской верфи Пьюджет-Саунд, где он сейчас и находится..

### После службы
Общественная группа в Уилмингтон, Северная Каролина, добивается постановки корабля на прикол в этом городе, в качестве плавучего музея, рядом с линкором «Северная Каролина». Были сообщения, позже опровергнутые, что в его покупке заинтересована Индия. Флот планирует держать корабль в резерве до 2015 года, когда в строй должен вступить «Джеральд Р. Форд» (CVN-78).
25 октября 2017 г. ВМС США объявили о готовности утилизации авианосца, после вывода из Регистра Военных судов 20.10.2017.
В начале октября 2021 года стало известно, что флот США готов продать авианосец за символическую сумму в 1 цент. В январе 2022 года USS Kitty Hawk отправился в Техас на утилизацию.